# Fritz Schäperkötter
Fritz Schäperkötter (* 14. Mai 1906 in Berlebeck, Kreis Detmold; † 20. Januar 1984) war ein deutscher Politiker der SPD.

## Ausbildung und Beruf
Fritz Schäperkötter besuchte die Volksschule, die Berufs- und Berufsfachschule und die Handelsschule und belegte Volkswirtschaftskurse. Er absolvierte eine Lehre als Maler und legte die Gesellenprüfung ab. Nach der Meisterprüfung machte sich Schäperkötter selbstständig.

## Politik
Fritz Schäperkötter war Mitglied der SPD. Ab 1945 war er als Ratsmitglied und ab 1946 als Bürgermeister der Gemeinde Heiligenkirchen tätig. Ab 1970 wirkte er als stellvertretender Bürgermeister in Detmold. Er war von 1946 bis 1961 Kreistagsmitglied und von 1946 bis 1952 fungierte er als stellvertretender Landrat des Kreis Detmold. Von 1954 bis 1957 übte er das Amt des 2. Vorsitzenden des Bezirksgemeindetages Detmold aus. Schäperkötter war auch Vorsitzender des Kreisgemeindetages Detmold und 2. Vorsitzender des Gemeindetages Westfalen-Lippe in Datteln.
Fritz Schäperkötter war vom 13. Juli 1954 bis zum 23. Juli 1966 direkt gewähltes Mitglied des 3., 4. und 5. Landtages von Nordrhein-Westfalen für den Wahlkreis 147 Detmold I.